# Източен Азербайджан
Източен Азербайджан (на персийски: آذربایجان شرقی) е един от 31 остана на Иран. Разположен е в северозападен Иран, включен е в административния Регион 3. Заема площ около 45 000 km², населението е около 4 милиона. Административен център е град Табриз.

## История
Източен Азербайджан векове е бил част на големия исторически регион Азербайджан и има дълга и богата история. Съществува предположение, че тук е роден първият монотеистичен пророк Заратустра. В древността, по време на Ахеменидите Азербайджан е част от сатрапията Мидия. След разпадането на ахеменидската империя и идването на власт на Аександър Македонски територията се управлява от неговия персийски наместник Атропат, който след време провъзгласява тук своето царство Атропатена. Названието Азербайджан е изведено от това име, като с развитието на персийския език преминава през формите Āturpātakān, Ādurbādagān и стига до новоперсийския изговор Āḏarbāyjān.
Царството е васал на поредицата империи докато местната династия не отстъпва на Аршакидите. Територията на Азербайджан става част на Партското царство, а след неговия упадък на Сасанидското. През 7 век територията е завладяна от араби и започва ислямизацията на населението. През 9 век местният лидер Барак Хорами организира и води въстание срещу арабите, което продължава 20 години. През 10 век историята на Азербайджан е свързана с борбата между дейлемитите, кюрдите и други етнически групи за контрол над региона. През 11 век започва периодът на господството на Селджуците, което продължава до монголските нашествия през 13 век. Иранската династия на Сефевидите управлява Азербайджан от 16 до началото 18 век, когато на територията му нахлуват афганците. Ситуацията се използва от Османската империя – тя завладява няколко ирански региона, включително Азербайджан. Управлява ги до появата на иранската политическа сцена на Надер Шах, който връща региона в състава на Иран. В следващите години властта в Азербайджан се оспорва от местни вождове, докато в края на 18 век тя се поема от Каджарите. В началото на 19 век започват руско-иранските войни. Те завършват със сключването на Гюлистански мирен договор, по силата на който Русия придобива част от Азербайджан.
През 20 век иранският Азербайджан е обект на икономически и политически интереси на Русия, Турция и Великобритания. По време на Втората световна война Иран е окупиран от руски и британски войски. През 1945 г. в иранския Азербайджан с подкрепата на Русия се извършва преврат срещу централната власт. Техеран възстановява своя суверенитет над региона в края на 1946 г.
Административното разделяне на иранския Азербайджан започва през 20 век и преминава през няколко етапа. Сегашните граници на остана са от 1993 г., когато от него се отделя Ардабил.

## География
Остан Източен Азербайджан граничи на север с Азербайджан, Армения и Нахичеван и с останите Западен Азербайджан на запад, Занджан на юг и Ардабил на изток.
Северната граница на остана е естествена и се определя от реката Аракс. Около 40% от територията е планинска, най-високата точка е върхът Саханд, 3707 m.
Климатът на Източен Азербайджан като цяло е студен и сух. Върху ниско разположените райони оказват влияние въздушните потоци от Каспийско море. Средногодишните валежи са 250 – 300 mm. Температурите през зимата стигат до -10°C, през лятото до 30°C.

## Административно деление
Всеки остан в Иран се дели на шахрестани, които се състоят от бахши, те на свой ред съдържат най-малките административни единици – дехестани. Административният център на шахрестан е град, който носи името на шахрестана. Източен Азербайджан има 21 шахрестана. Данните за населението на шахрестаните са от националното преброяване през 2016 г.
| Шахрестан   | Население | Шахрестан  | Население |
| ----------- | --------- | ---------- | --------- |
| Азаршахр    | 110 311   | Оску       | 158 270   |
| Ахар        | 154 530   | Бостанабад | 94 769    |
| Бонаб       | 1890      | Табриз     | 1 773 032 |
| Джолфа      | 85 350    | Чаруймаг   | 31 071    |
| Хода Афарин | 32 995    | Сараб      | 125 341   |
| Шабестар    | 135 421   | Аджабшир   | 70 852    |
| Калейбар    | 46 125    | Мараге     | 262 604   |
| Маранд      | 244 971   | Малекан    | 111 319   |
| Мияне       | 182 848   | Варзаган   | 52 650    |
| Херис       | 69 093    | Хащруд     | 57 199    |
| Хоранд      | 20 701    |            |           |

## Население
Съгласно националното преброяване през 2016 г. населението на остана е 3909652 души, от тях около 72% живеят в градовете. Около 85% от населението е грамотно (възрастова група над 6 г.).
Етническото мнозинство са азери. Малцинствените групи на коренното население са талиши и тати, а също така персийци, арменци и кюрди. Основната религия е шиитски ислям, арменците са христианското малцинство.

## Икономика
Източен Азербайджан е един от най-развитите в икономическо отношение остани на Иран.Тук се намират големи предприятия със значителен производствен капацитет, развити са селското стопанство и сферата на услугите. Индустриалните отрасли включват машиностроене, текстилни фабрики, предприятия на хранително-вкусовата промишленост и др. В Табриз се намира нефтопреработващ комплекс. В мините на остана се добиват строителни материали, въглища, каолин, диатомит и др. Съществен дял в икономиката на остана заемат традиционните ръчни занаяти, един от най-важните е килимарството.

## Образование
Остан Източен Азербайджан разполага с 76 научни и образователни организации. В шахрестаните са открити филиалите на Свободен ислямски университет и на Университета Паям-е Нур. Освен тях има държавни университети:
- Университет на Табриз
- Университет на Бонаб
- Технически университет Саханд
- Медицински университет на Табриз
- Университет на Мараге
- Университет за ислямско изкуство на Табриз
- Азербайджански университет Шахид Мадани

## Забележителности
Източен Азербайджан притежава както исторически, така и природни забележителности:
- Традиционен базар в Табриз, включен е в списъка на световното културно и природно наследство на ЮНЕСКО[13];
- Манастир Св. Степанос в Джолфа, построена е през 9 век, възстановявана е от Сефевидите и Каджарите;
- Синя Джамия в Табриз, построена е през 1465 г;
- Астрономическа обсерватория в Мараге, основана през 1259 г. от Насир ад-Дин ат-Туси;
- Селище Кандован с древни постройки, издълбани в магмените скали в подножието на вулканичния масив Саханд;
- Защитена територия Арасбаран, включен е в Световната мрежа на биосферните резервати на ЮНЕСКО.[14]